# Dreifaltigkeitskirche (Dauernheim)

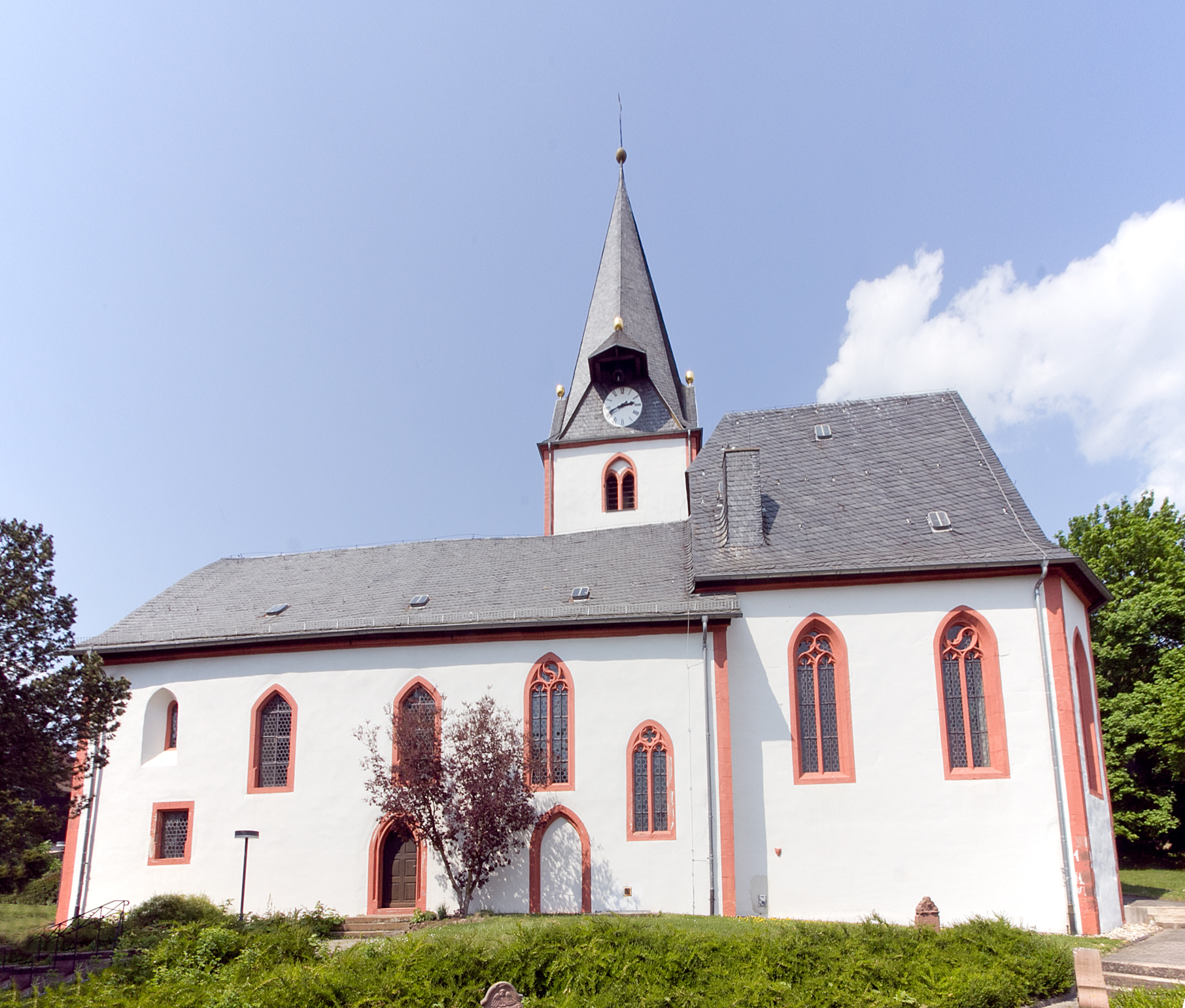
Dreifaltigkeitskirche (Dauernheim)

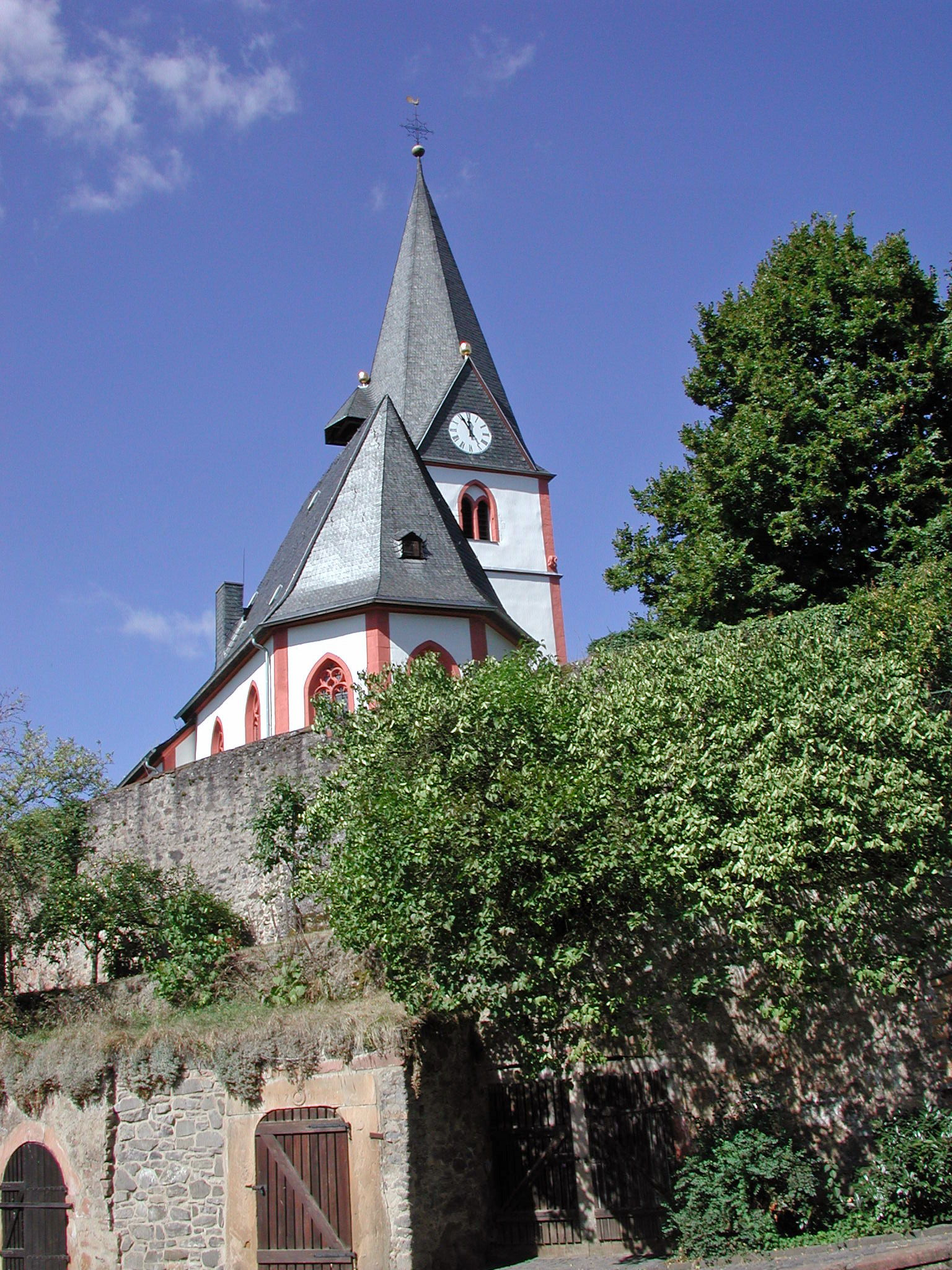
Ansicht von Osten

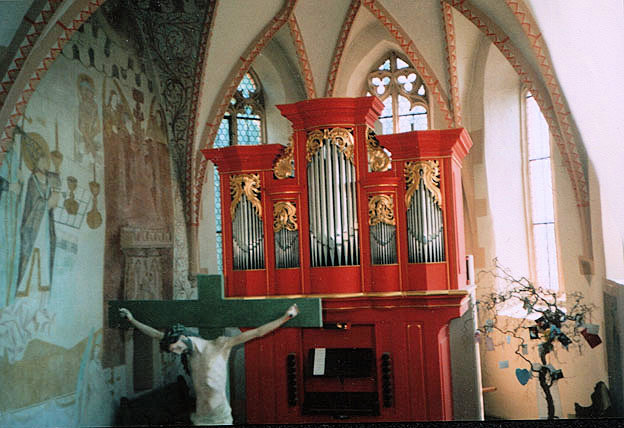
Altarraum

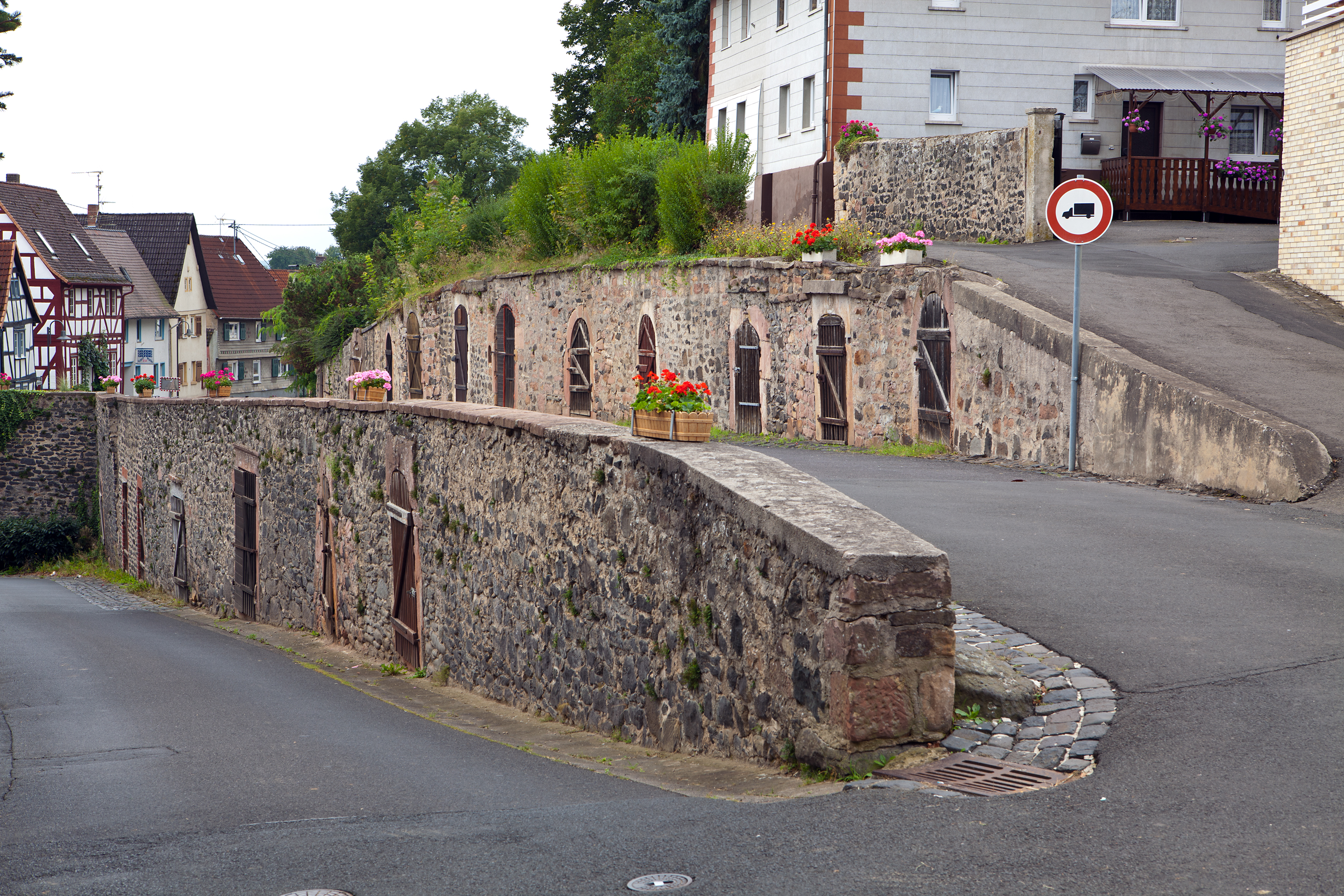
Felsenkeller Dauernheim

Die evangelische Dreifaltigkeitskirche ist eine gotische Saalkirche im Ortsteil Dauernheim von Ranstadt im hessischen Wetteraukreis. Sie gehört zum Gemeindeverbund Dauernheim und Blofeld im Dekanat Büdinger Land der Evangelischen Kirche in Hessen und Nassau.

## Geschichte und Architektur
Die Dauernheimer Dreifaltigkeitskirche wurde im Jahr 1252 erbaut. Die Kirche erhebt sich in Hanglage über dem Ort und ist von einer wehrhaften Kirchhofsmauer umgeben. Das Schiff und der Turm an der Nordseite mit erneuertem Spitzhelm stammen aus der zweiten Hälfte des 13. Jahrhunderts. Ein hoher schlanker Chor aus einem Joch mit fünfseitigem Schluss und dem Sakristeianbau wurden gegen Ende des 15. Jahrhunderts hinzugefügt; die spätgotischen Maßwerkfenster und das Portal an der Südwand des Schiffes stammen aus der Zeit um 1500, das Rechteckfenster unter der Westempore ist auf 1697 datiert. Im Chor sind Netzgewölbe erhalten. 
Die älteste Darstellung der Kirche findet sich an der Nordseite der Empore, die Landschaftsmalereien sind auf das Jahr 1697 datiert. An der Chornordwand findet sich ein stark restauriertes Fresko mit einer Darstellung der Gregorsmesse.

## Ausstattung
Der spätgotische Wandtabernakel aus Sandstein wird von zwei Engeln flankiert, weiterhin sind Levitensitznischen erhalten. Das Kruzifix hinter dem Altar ist eine Arbeit aus der Zeit um 1520.
In der Sakristei mit Kreuzrippengewölbe werden eine mittelalterliche Altarplatte und mehrere Grabsteine aufbewahrt, darunter für den Pfarrer Johannes Draudt († 1662) mit einem Brustbild im Relief und seiner Gemahlin († 1668) sowie der Familie der Verstorbenen unter dem Kreuz.
Unter den Grabsteinen aus dem 17./18. Jahrhundert im Schiff und an der nördlichen Friedhofsmauer sind mehrere der Familie von Brombach mit Ahnenwappen.
Die Orgel ist ein Werk von Johann Andreas Heinemann aus dem Jahr 1794, die nach mehreren Überarbeitungen in den Jahren 1925 und 1953 sowie einer Restaurierung im Jahr 1980 heute 15 Register auf einem Manual und Pedal besitzt.

## Umgebung
Rund um den Friedhof sind historische Grabsteine erhalten. Im Pfarrgarten findet sich mit einem Wehrturm aus dem 15. Jahrhundert ein Relikt der alten Ortsbefestigung. Der spätgotische Rundbau ist mit Bogenfries und Zinnen versehen und stammt aus der Mitte des 15. Jahrhunderts. Zwei Scheibenkreuz-Grabsteine stammen aus den Jahren 1561 und 1567 und wurden 1970 aufgefunden.
Am Fuß des Kirchbergs sind viele Felsenkeller teils in mehreren Geschossen übereinander erhalten, deren Eingänge mit Jahreszahlen vom Ende des 17. bis zur ersten Hälfte des 19. Jahrhunderts versehen sind. – Aktuell wird vom Zugang zu den Felsenkellern behördlich abgeraten (Einsturzgefahren).